# Oceanijsko prvenstvo u košarci 2001.
Oceanijsko prvenstvo u košarci 2001. bilo je petnaesto izdanje ovog natjecanja. Igralo se od 21. do 23. rujna u Aucklandu, Wellingtonu i Hamiltonu. Pobjednik se kvalificirao na SP 2002.

## Turnir
| 1. momčad   | Ishod   | 2. momčad   |
| ----------- | ------- | ----------- |
| Novi Zeland | 85 : 78 | Australija  |
| Australija  | 81 : 79 | Novi Zeland |
| Australija  | 78 : 89 | Novi Zeland |

| Pobjednici Oceanijskog košarkaškog prvenstva 2001. |
| NOVI ZELAND Drugi naslov                           |